# Загвязинский, Владимир Ильич
Влади́мир Ильи́ч Загвязинский (4 января 1930, Москва — 20 марта 2021, Тюмень) — советский и российский учёный, доктор педагогических наук, профессор, заслуженный деятель науки Российской Федерации, действительный член Российской академии образования, заведующий академической кафедрой методологии и теории социально-педагогических исследований Тюменского государственного университета.
Член научно-редакционного совета и редколлегии «Большой Тюменской энциклопедии» (2004 год).

## Биография
Родился в семье юристов — кандидата юридических наук, профессора Ильи Исааковича Загвязинского и доцента Блюмы Григорьевны Загвязинской. Отец был репрессирован в 1937 году. В начале Великой Отечественной войны был с матерью эвакуирован за Урал.
В 1952 году окончил Тюменский пединститут, был направлен в г. Ишим, где проработал более двадцати лет — учителем истории, директором вечерней школы, преподавателем, доцентом, проректором пединститута. С 1973 года живёт и работает в Тюмени. Руководил кафедрой педагогики и психологии Тюменского университета, с 1988 года — кафедрой теории и методики педагогического процесса, в настоящее время — академической кафедрой методологии и теории социально-педагогических исследований.

## Научная деятельность
Профессиональные интересы сосредоточены в области педагогики, методологии педагогики, дидактики. Автор более 300 печатных работ по вопросам педагогической инноватики, методологии педагогических исследований и дидактики.
Дал теоретическое обоснование концепции о движущих силах педагогических процессов, интегративных составляющих процесса обучения, внес вклад в дидактику и методику высшей школы.
Занимается подготовкой и реализацией целевых образовательных программ для Тюменской области и её северных регионов, созданием экспериментального центра социальной помощи детям областного центра.
Подготовил 108 кандидатов и 24 доктора наук.

## Награды
Награждён Орденом Трудового Красного Знамени, орденом Почета, орденом Дружбы, медалями «За доблестный труд», «За освоение недр и развитие нефтегазового комплекса Западной Сибири», золотой медалью Российской академии образования.